# Örsted
Se även Örsted (olika betydelser).
Örsted, förkortat Oe, är cgs-enheten för magnetisk fältstyrka. 

## Enheten
I SI-enheter är 1 Oe = 1000/4π ampere per meter. I vakuum är 1 Oe = 1 Gauss medan i ett ämne med permeabiliteten μ är 1 Oe = μ Gauss.

## Namnet
Enheten är uppkallad efter den danske vetenskapsmannen Hans Christian Ørsted, som 1820 observerade och beskrev sambandet mellan elektricitet och magnetism.